# Gymnasium Hagenmüllergasse
Das Gymnasium Hagenmüllergasse (auch GRG3 Hagenmüllergasse) ist ein Gymnasium und Realgymnasium in der Hagenmüllergasse 30 im 3. Wiener Gemeindebezirk Landstraße.

## Das Schulgebäude
Das Schulgebäude ist ein Eckbau eines Häuserblockes an der Ecke Drorygasse/Hagenmüllergasse. Der Schulbau wurde in den Jahren 1909 bis 1914 errichtet, ist generalsaniert und wurde im Laufe der Jahre immer wieder modernisiert und erweitert. Der Innenhof ist als begrünter Schulhof mit Terrasse angelegt. Die Schule verfügt über zwei modern ausgestattete Turnsäle sowie drei Informatikräume. Im als Dachbodenausbau ausgeführten vierten Stock befinden sich die Räume für Kunst- und Werkerziehung. Weiters gibt es einen großen Festsaal, ein Schulbuffet und eine Schulbibliothek. Die Schule ist behindertengerecht ausgestattet.

## Geschichte
Am 12. August 1909 unterzeichnete Kaiser Franz Joseph I. die Genehmigung zum Bau eines neuen Staatsgymnasiums in Wien-Landstraße. Am 18. August desselben Jahres erteilte das k.u.k. Ministerium für Kultur und Unterricht die Bewilligung zum Bau der Schule. Die Stadt Wien stellte dafür 50.000 Kronen zur Verfügung. Der rasche Anstieg der Bevölkerung machte den Bau dieses vierten Gymnasiums notwendig. Bereits im Jahr der Unterzeichnung wurde mit dem Ausheben des Fundamentes begonnen. Zu Beginn war die Schule mit einer Klasse, 50 Schülern und sechs Lehrern provisorisch in Schulräumlichkeiten in der Wittelsbachstraße in Wien-Leopoldstadt untergebracht. Die Anzahl der Schüler nahm bis zum Schuljahr 1913/14 kontinuierlich zu und erreichte 197 Schüler in fünf Klassen. Unterrichtet wurden sie von 15 Lehrern. 1914 wurde das neue Schulgebäude in der Hagenmüllergasse fertiggestellt, musste jedoch aufgrund des Ausbruchs des Ersten Weltkrieges sofort zu einem Reservelazarett umfunktioniert werden. Aus diesem Grund verblieb die Schule weiterhin im Ersatzquartier und plante dort auch für den Sommertermin 1917 die erste Reifeprüfung zu organisieren. Ein geregelter Ablauf war in den Kriegswirren nicht möglich – von 17 Achtklässlern mussten 15 Schüler einrücken. Ihnen wurde die Matura ohne Ablegen der Prüfung anerkannt. Viele Schüler und Lehrer kehrten nicht mehr, bzw. verwundet aus dem Krieg zurück.
Im August 1919 konnte die Schule das Haus nach baulichen Adaptierungsarbeiten beziehen. Die Schule hatte in diesem Jahr 282 Schüler, die von 23 Lehrern unterrichtet wurden. Durch Kooperation der Eltern konnte im selben Jahr eine Gemeinschaftsküche mit Ausspeisungen sowie Beheizungsaktionen im Winter organisiert werden. Ab 1920 wurden auch Mädchen zum Unterricht in der Schule zugelassen. Trotz des Erfolges des Projektes wurde die Aufnahme von Mädchen ab 1931 untersagt.
In den 1920er und 1930er Jahren wurde die Schule immer besser ausgestattet, so wurden beispielsweise ein Werkraum, ein Chemiesaal sowie ein zweiter Zeichensaal eingerichtet. Auch das schulische Angebot wurde erweitert. Im Jahr 1934 erreichte die Schüleranzahl eine Rekordhöhe von 751 Schülern. Von diesen waren 41 Mädchen. Unterrichtet wurden sie von 43 Lehrern. Da die Schule aus allen Nähten platzte wurden zahlreiche Garderoben, Übungsräume und Gangabteile zu Klassenräumen adaptiert und der Schulhof frisch renoviert.
Nach dem „Anschluss“ Österreichs im Jahr 1938 wurden Lehrer aus dem Dienst entfernt und Schüler der Schule verwiesen, die nicht der Rassenideologie oder politischen Einstellung des Dritten Reiches entsprachen. Die anderen Schüler mussten der Hitlerjugend beitreten. Das RG III wurde umbenannt in „Staatliche Oberschule für Jungen“. Der Schulbetrieb wurde 1944 eingestellt, nachdem in den Schuljahren 1942/43 und 1943/44 zahlreiche Schüler und Lehrer in den Krieg einrücken mussten. Die sechsten und siebenten Klassen wurden geschlossen und die übrigen Schüler auf andere Schulen verteilt. Am Beginn des Schuljahres 1944/45 gab es noch fünf Klassen mit 106 Schülern. Von 53 Lehrern waren 38 eingerückt, weitere sieben wurden an anderen Stellen benötigt. Als die Fliegerangriffe auf Wien starteten, wurden viele Schüler in ein Kinderlandverschickungslager in der Slowakei gebracht. Später wurde das Lager nach Mariazell in der Steiermark verlegt.
Durch die Luftangriffe wurde das Schulgebäude am Dach und am Kamin beschädigt. Am 15. Jänner 1945 wurde das Gebäude durch eine Bombe sehr stark in Mitleidenschaft gezogen. Im Juni begann man mit den Aufräumarbeiten. Der Unterricht konnte in fünf Klassenzimmern, einem Physik- und einem Zeichensaal mit acht Klassen und 329 Schülern wieder behelfsmäßig aufgenommen werden. Viele Lehrer waren jedoch im Krieg gefallen oder befanden sich in Kriegsgefangenschaft. Im Frühling 1948 wurde das Gebäude modernisiert. Im Sommer konnte außerdem die Fassade fertiggestellt und das dritte Stockwerk aufgesetzt werden. Die Schulausstattung wurde mit Leuchtstoffröhren und Schulfunkanlage deutlich verbessert. Zwischen 1951 und 1955 wurden ein neuer Turnsaal, darüber ein Festsaal und im zweiten Stock ein Naturkundesaal dazugebaut.
Zum fünfzigjährigen Schuljubiläum, 1959, unterrichteten 35 Lehrer 500 Schüler in 18 Klassen. 1962 wurde das RG III zum GRG III umgewandelt. Ab nun gab es einen Real- und einen sprachlichen Gymnasiumzweig. Ab Jänner 1977 wurde der Turnsaal renoviert. Ab dem Schuljahr 1979/80 wurden am GRG III wieder Mädchen aufgenommen. Anfangs waren es 31 Schülerinnen in den ersten Klassen. Die Koedukation wurde erneut aufgenommen und bewährte sich rasch. Seit dem Schuljahr 1983/84 gibt es im Gymnasium Hagenmüllergasse Informatikunterricht. Für dieses neue Unterrichtsfach standen zunächst sechs Geräte zur Verfügung, heute gibt es zwei Informatiksäle mit 31 Arbeitsplätzen, die nicht nur für den Informatikunterricht, sondern auch in vielen anderen Gegenständen wichtiger Bestandteil des Unterrichts geworden sind. Zunächst wurde EDV als Freifach geführt, dann als verbindliche Übungen, schließlich wurde sie ein Pflichtfach (ab der neunten Schulstufe) und ein Wahlpflichtfach (von der zehnten bis zur zwölften Schulstufe) und damit auch ein Maturafach.
Ab 1987 fanden weitere bauliche Adaptierungen statt. Bis 1989 wurden ein neuer Turnsaal sowie neue Räumlichkeiten für die Direktion errichtet. Über dem Turnsaal wurde eine Pausenterrasse eingerichtet und der Schulhof begrünt. Ab dem Jahr 1997 war die Schule in der Hagenmüllergasse eine Pilotschule für den neuen Unterstufenlehrplan, der 1999 in Kraft trat. Im Oktober 1997 wurde eine neue Schulbibliothek eröffnet.

## Bildungsangebot
Die Schule ist eine eEducation-Expert-Schule, dabei wurde auch schon vor der Einführung der digitalen Grundbildung ab der fünften Schulstufe auf integrativen Umgang mit elektronischen Medien geachtet. Seit 2020 ist die Schule auch mit dem MINT-Gütesigel zertifiziert. Außerdem ist sie seit Jahren eine Kooperationsschule der Universität Wien.
Beim Schultyp Bundesgymnasium liegt der Schwerpunkt auf Sprachen. Alle Schüler haben ab der fünften Schulstufe Englisch als Pflichtfach. Ab der siebenten Schulstufe wird wahlweise Latein oder Französisch als Pflichtfach angeboten. Ab der neunten Schulstufe bekommt man die jeweils andere Sprache dazu.
Im Bundesrealgymnasium wird im Gymnasium Hagenmüllergasse ab der siebenten Schulstufe Labor (fächerübergreifend Chemie, Physik und Biologie) und Informatik als Schularbeitsfach unterrichtet. Von der achten bis zur zwölften Schulstufe wird durchgehend Chemie unterrichtet. In der elften Schulstufe findet eine Meeresbiologische Woche in Kroatien statt. Schüler des Realgymnasiums haben von der neunten bis zur zwölften Schulstufe auch wahlweise Latein oder Französisch als Pflichtfach. In der Oberstufe gibt es als Schulversuch Notebook-Klassen. Als Wahlpflichtfächer werden auch die Sprachen Spanisch, Italienisch und Russisch angeboten. Daneben gibt es noch die Möglichkeit, das Cambridge Certificate zu absolvieren. In der Hagenmüllergasse gibt es ausschließlich Fünftagewoche.

## Sonstige Angebote und Aktivitäten
Neben dem Pflichtunterricht bietet die Schule zahlreiche Freifächer an. Neben Fußball werden unter anderem Basketball, Volleyball, Gerätturnen und Schachkurse angeboten. Vor allem letzteres wird am GRg 3 sehr gefördert, die Schule ist Mitinitiator eines jährlichen internationalen Turniers. Außerdem gibt es das Freifach „Bühnenspiel“ und Schulband. Schüler dieser Schule nehmen nach intensiver Vorbereitung bei den Schulolympiaden in Mathematik, Latein, Physik und Chemie, oder auch beim Französisch-Redewettbewerb teil. Wichtig ist auch die Förderung von sozialem Lernen. Vorträge und Filmvorführungen ergänzen das Angebot. So stellte Seelsorger Georg Sporschill 2010 an der Schule sein Projekt mit rumänischen Straßenkindern vor. Anlässlich der Vorführung des Dokumentarfilmes „Ame Sam Romm – Wir sind -Roma“ über die Porajmos-Überlebende Ceija Stojka im November 2012 hatte diese ihren letzten öffentlichen Auftritt in der Schule, bevor sie wenig später verstarb.
Es werden regelmäßig mehrtägige Klassenfahrten durchgeführt. In der fünften Schulstufe finden Kennenlerntage in Österreich statt. In der sechsten, siebenten und neunten Schulstufe werden Wintersportwochen angeboten. In der achten Schulstufe findet entweder eine Sommersport- beziehungsweise eine Projektwoche statt. Einen Auslandsaufenthalt im englischen Sprachraum findet in der zehnten Schulstufe statt. In der elften Schulstufe wird für alle Schüler mit Französisch als Unterrichtssprache eine Sprachwoche in Frankreich angeboten. Für die Schüler des realistischen Schulzweiges findet eine Meeresbiologische Woche in Kroatien statt. In der zwölften Schulstufe gibt es eine Exkursion nach Rom. Des Weiteren kann die letzte Schulwoche Ende Juni für Reisen genutzt werden.
Im Rahmen der Hagenmüllervorlesungen referieren Experten von Universitäten in ihrem Fachgebiet und stehen im Anschluss Fragen der Oberstufenschülern Rede und Antwort.

## Persönlichkeiten

### Lehrer
- Erika Seywald, österreichische Künstlerin
- Philipp Harnisch, Jazzmusiker

### Schüler
| Name                 | Maturajahr | zur Person                                           |
| -------------------- | ---------- | ---------------------------------------------------- |
| Wilfried Feichtinger | 1969       | Gynäkologe mit Spezialgebiet künstliche Befruchtung. |
| Rainhard Fendrich    | 1975       | Liedermacher, Moderator, Schauspieler                |
| Edmund Hlawka        |            | Mathematiker                                         |
| Thomas Klestil       |            | österreichischer Bundespräsident                     |
| Teddy Kollek         |            | israelischer Politiker                               |
| Peter Markowich      |            | Mathematiker                                         |
| Christian S. Ortner  |            | Journalist und Herausgeber                           |
| Helmut Qualtinger    |            | Schauspieler, Kabarettist, Schriftsteller            |
| Kathrin Schindele    | 1999       | Politikerin der SPÖ                                  |
| Jura Soyfer          | 1931       | politischer Schriftsteller                           |
| Josef Taus           |            | österreichischer Manager und Politiker               |
| Christoph Varga      | 1987       | Fernseh- und Radio-Journalist                        |
| Joe Zawinul          |            | Jazz-Musiker                                         |